# アクア (ARIA)
AQUA（アクア）とは、天野こずえの漫画『AQUA』および漫画・アニメ作品『ARIA』に登場する架空の設定の惑星である。

## 概要
『ARIA』の世界（A.D.2301頃）に出てくる火星は、惑星地球化改造（テラフォーミング）から約150年が経過した頃にあたる。火星はテラフォーミングの際、極冠部の氷の予想以上の融解で地表の9割以上が海に覆われた水の惑星となっており、「アクア」と呼ばれている。

### ネオ・ヴェネツィア
『ARIA』の舞台となる町、ネオ・ヴェネツィアはネオ・アドリア海に浮かぶ多数の島の1つに地球（マンホーム）のヴェネツィアを移転したもので、歴史的建造物も多い。またそれに伴い、イタリアやヴェネツィアの風習や伝統行事も受け継がれている。なお、チラシやポスターに日本語が書かれていたり、郵便局が日本と同一の「〒」マークを用い、住民に姓と名の片方、もしくは両方に日本風の名前を使う者がいるなど、日本文化の影響も見られる。
現在のヴェネツィア同様、自動車の乗り入れは全面禁止とされている。玄関口となるのはマルコ・ポーロ国際宇宙港と鉄道のサンタ・ルチア駅である。市内交通はヴァポレット（Vaporetto=水上バス）、モトスカーフィ（Motoscafi=水上タクシー。作中では「TAXI」と表記）、そしてトラゲット（後述）で賄われている。また沖合いには空中ロープウェイの駅があり、上空の浮き島「AFI-0078」と結んでいる。
ネオ・アドリア海に浮かぶ島々にはアクア入植時に入植者の出身国ごとに島が1つずつ割り当てられ、それぞれの島にそれぞれの国の伝統を活かした文化村が作られている（ネオ・ヴェネツィアもその1つ）。国境などの境界線が存在しないため、近隣の島にはゴンドラなどの移動手段を用いて、自由に出入りが可能。中でも日本村はネオ・ヴェネツィアから近い場所にあるようで、ここが話の舞台になることもしばしばある。
マンホームのヴェネツィアは21世紀前半に大規模なアクア・アルタにより水没してしまっているが、カフェ・フロリアンやマルコ・ポーロ国際宇宙港ターミナルビル（いずれも後述）、サンタ・マリア・デッラ・サルーテ聖堂等、いくつかの建物はアクアへと移築されている。

### 時間の流れ
アクアの自転周期は約24時間、公転周期はマンホームの約2倍の24か月である。そのためアクアの暦は24か月で1年となる。
水先案内業界ではマンホームからの観光客が多いため、客が混乱しないようにと各水先案内人（ウンディーネ）の誕生日はマンホーム暦（A.D.、地球暦）で公表されている。また、明らかになっている他のキャラクターの誕生日も全て1〜12月の範囲内になっているため、行政などの正式な場でも地球暦が使われていることがうかがえる。
アクアでは誕生日は1年（24か月）に1度しかないが、マンホームに合わせて1年で2歳分歳をとるようになっている。正式な誕生日の12か月後（マンホームで言うところの1年後。つまり、アクアで言うところの2度目の誕生日）は「裏誕生日」と呼ばれ、その日にまた誕生日を祝うこともある。
『ARIA』第46話にて公表された換算カレンダーではアクア暦（A.C.）0075年＝地球暦2301〜2302年となっており、単行本のカバーにはどの巻も「A.D.2301 The voyage from Neo-VENEZIA」と書かれている。
なお、作中での時間の経過に関しては、『AQUA』及び『ARIA』第11話までと最終話では具体的な明示がされているが、それ以外は曖昧になっている。また『AQUA』第2話（時間設定は第1話の翌日）では地球暦2301年4月＝アクア暦（0075年）8月となっている一方、先述した換算カレンダーでは地球暦2301年4月＝アクア暦0075年4月となっているなどの錯誤が見られる。

## アクア以外の宇宙
アクアに対して地球はマンホームと呼ばれている。なお、地球の衛星である月を「ルナワン」、火星の衛星であるフォボス、ダイモスをそれぞれ「ルナツー」「ルナスリー」と呼んでおり、ルナワンには月面都市が存在する。
『ARIA』の世界でのマンホームは美観化と合理化が進み、買い物や仕事を自宅で済ませることが可能。気候制御装置も用いられ、アクアの手動制御と違いこちらは自動機械制御。合理化の影響か、風鈴や花火といった風物詩的なものも幾つか廃れてしまったようである（花火は擬似映像=ホログラムとして存在）。『ARIA』第16話でのアリシア・フローレンスの言葉によれば「自然の海ではもう泳ぐことが出来ない環境になっている」とのことだが、『月刊ウンディーネ』第2巻（2302年13月号）のゴンドラ協会報には「マンホームでは特定地域外での遊泳が禁止されている」と記載されているのでごく僅かな浜辺では遊泳可能である。

## アクアの職業
アクアには特徴的な4つの職業があり、四精霊の名前で呼ばれている。このうち水先案内人（ウンディーネ）についてはこちらの項目も参照。
火炎之番人（サラマンダー）
「浮き島」とよばれる気候制御装置の番人。出雲暁の職業である。
アクアは太陽から遠く離れているため本来はとても寒いが、彼らが浮き島の中心部にある炉から大量の熱量を放出することで気候を調整している。なおマンホームと違い人力によるマニュアル調整なので、残暑など季節と若干のずれがある。暁曰く「どでかい釜の番人」。
浮き島はそれ自体がひとつの居住区を形成しており、地上とは空中エレベーターで結ばれている。また個々の浮き島には認識番号が振られており、ネオ・ヴェネツィア沖にある浮き島の認識番号は「AFI-0078」である。
ウンディーネと同様に一人前と半人前の区別が為されているが、半人前の段階でどのような職務上の制限があるのかは不明。
地重管理人（ノーム）
アクアの重力を制御している管理人。アルバート・ピットの職業。
アクアはマンホームよりも重力が小さい（マンホームの約1/3）ため、重力石と呼ばれる大質量をもつ特殊な石を地中に張り巡らしたパイプに流すことで制御している。このパイプの中を重力石が流れる時に不思議な音がする。重力石を操る機械はパイプオルガンのような形をしており、能力の高いノームほど大量の重力石を一度に扱い、神秘的な音色を奏でることができると言われている。彼らの居住区は地下深くにあり、壁面にたくさんの家々が設けられている。仕事場である中央ターミナルはアクアの最下層に位置する。
地下深くに住んでいるためか小柄で夜目が利くが、その代わりに強い光には弱く、外に出る時には黒いマントとサングラスは欠かせない（ただしアニメではアルが日中でもサングラスではなく通常の眼鏡を使用している）。外に出る時は大抵買出しの時ぐらいなので、地上ではあまり見かけることはない。
サラマンダー同様、半人前の段階でどのような職務上の制限があるのかは不明である（重力石を扱う事はできる）。
風追配達人（シルフ）
エアバイクで各種物資を運送している配達人。作中には「ウッディー」こと綾小路宇土が勤務する浪漫飛行社や、海猫運送等が登場する。
ネオ・ヴェネツィアと浮き島は車が全面的に禁止されているため、彼らの存在は欠かせない。基本的には物資の運送が主な仕事だが、個人宛のお届け物やゴンドラの陸揚げの仕事も扱っているため、数も多い。
その他
ゴンドラの製造・補修・点検を行う「スクエーロ」と呼ばれる工房で働く船大工や、ネオ・ヴェネツィアンガラス（後述）職人が存在する。

## 水先案内店
水先案内店という業種が誕生したのは起源店（「オリジン」と呼ばれる）である姫屋の創業時期から見て2180年前後と思われる。初期の頃は約30人しかウンディーネがいなかったが、ネオ・ヴェネツィアが観光都市として人気が出てくるにつれて業界も発展し、物語の時点で約300人のウンディーネがいる。なお、初め3社あったオリジンで現在も営業を続けているのは姫屋のみである。
ウンディーネは全て会社組織に所属し、個人営業は行われていない。たとえ所属ウンディーネが1名であっても、必ず会社組織になっている。全ての会社には“社長”と呼ばれる、青い眼をした猫がいるが、もちろんこれはお飾りで、（理由は各種用語の“アクアマリンの瞳”を参照のこと）実質的な経営は人間が行っている。
水先案内店は姫屋（創業2180年）、MAGA（創業2261年頃）、ARIAカンパニー（創業2281年）、オレンジぷらねっと（創業2291年）、奇想館、エンプレス、天神遊船、スクロッコ（4社とも創業年不明）などがある。そのうち姫屋とオレンジぷらねっとは、双方合わせてウンディーネ全体の約半分を占める大店である。なおA.D.2240年代のいわゆる“ロッソの時代”に姫屋と鎬を削り敗れたバーミリオンは現存しているのか否かは不明である。
ARIAカンパニー
創設：2281年　
創設者：天地秋乃（グランドマザー）　現在の社長：アリア
従業員数：2名　保有舟数：3艇
所在地：ネオ・スキアヴォーニ河岸4914（現在のヴェネツィアにあるRiva degli SchiavoniにNeoをつけたもの。以下各店の所在地について同じ）
グランドマザーこと天地秋乃が2281年に開業。MAGA以来20年ぶりの新規参入、姫屋のトッププリマであった秋乃が独立したという経緯から、当初から話題性を伴っての開業であった。
開業時、従業員は秋乃1人だったため、現役のウンディーネでありながら経営者を兼任するという業界初の運営形態を取っていた。創業時から小規模主義を守っており、2301年現在でも従業員はアリシア・フローレンスと水無灯里の2名のみ。その為アリシアと灯里には共に同期入社の同僚はいない。ただし、オールのナンバーは7番まであり、アニメ版『ARIA The ANIMATION』第8話オープニングでも8本のオールを干して手入れしている描写があるので、アリシアが入社する以前にも数名のウンディーネがいたとみられる。また『ARIA』第41話のアリシアのセリフから、彼女がシングルだった頃には最低でも1人、作中未登場のウンディーネがいたことが確認されている。
灯里が入社するまで（社員がアリシアのみの時）4年連続で社員1人あたりの平均売上高1位を誇っていた。
建物の構成は1階が店舗、2階が事務所兼客間、3階（屋根裏部屋）が従業員用の個室となっている。この個室は代々新米ウンディーネに譲り渡されてゆくのがARIAカンパニーの慣わしである。
水の3大妖精と謳われたアリシアの引退後はさすがにアリシア在籍時の集客は望むべくもないが、幸いに常連客の減少はほとんどなく、また灯里の人脈作りのうまさもあって、他方より灯里を紹介される客もあり経営は安定している。
ARIAカンパニーの制服のデザインは創業者であるグランマの常連客で交流のあった人気デザイナー、アーシア・クラウディアが彼女のARIAカンパニーの設立を祝してデザインしたものである。
姫屋
創設：2180年　
創設者：アーサー・C・グランチェスタ　現在の社長：ヒメ
従業員数：80名　保有舟数：100艇
所在地：ネオ・スキアヴォーニ河岸8113
マンホームの香港で栄華を誇っていたイギリスの名門グランチェスタ家のアーサー・C・グランチェスタが、アクアの第1世代として入植し、サン・マルコ広場に程近い場所にオフィスを構えたのが始まり。アクアでウンディーネという職業が誕生して以来、100年以上業界の盟主として君臨する老舗。グランチェスタ家の同族企業であり、藍華・S・グランチェスタは現経営者アンドリュー・C・グランチェスタの実娘である。
創業当初は社員10名ほどであったが、その後ネオ・ヴェネツィアの人気が高まるにつれ大きく発展。ネオ・ヴェネツィアの水先案内業界の歴史とともに歩んできた会社のため、いままで数々の歴史に名を残すようなウンディーネも輩出している。特に大きな貢献をした者を独自に顕彰し、更に敬意を表して使用していたオールのナンバーを永久欠番としている。現在永久欠番となっているのは、時代の古い順にアガサ・ファンジオ（No.5）、アンナ・S・D・シルバ（No.12）、天地秋乃（No.1、独立しARIAカンパニーを創業）、明日香・R・バッジオ（No.2、現水先案内人ミュージアム館長）の4人となっている。
A.C.0076年夏、サンタ・ルチア駅に近いカンナレージョ地区に支店を開店。藍華が跡取り修行を兼ねて支店長兼プリマ・ウンディーネとして就任することになった。
高級ホテル「ダニエリ」を改装した現在の社屋に移ったのは2201年のこと。ウンディーネ各々に個室が割り振られており、個室にはキッチンが設けられているため、食事は各自で自炊するのが基本だと思われる。
『月刊ウンディーネ』第4巻（A.C.0076年14月号）の『新プリマ応援企画VOL.1』によると、姫屋はA.C.0076 （マンホーム暦（A.D.）2303〜2304）年度上半期プリマ昇格者全27名中、最多の9名を昇格させている。

オレンジぷらねっと
創設：2291年　
創設者：アマデウス財団　現在の社長：まぁ
従業員数：81名　保有舟数：120艇
所在地：ネオ・フラーリ広場0111
創業したのは2291年という新鋭店。巨大複合企業体・アマデウス財団傘下の中堅案内店2社が合併する形で発足した。屋号が示すように、かつての火星を象徴する色であるオレンジ色をイメージカラーとして採用しているが、100年以上に及ぶ水先案内店の歴史の中で、制服にオレンジ色を用いたのはここが初めてである。
創立時よりアレサ・カニンガム、明海・S・ジョーンズの2巨頭を頂点にペア、シングル、プリマを合わせて60人のウンディーネ（内プリマが20人）を擁し、創業初年度より業界売上2位を記録。創業5周年（2296年）を迎えた頃には従業員数・業績とも顕著な伸びを見せた。年々売り上げを伸ばし、3年前には会社の総売上が姫屋のそれを越えて、現在はアクアの水先案内業界のトップに躍り出ている。その理由としては格安プランの存在と星間通信（ユニバーサルネット）での24時間予約受付が挙げられている。
人材開拓にも積極的であり、スカウティング採用の取り入れ（アリス・キャロルはこれによって入社した）やウンディーネ養成学校（アテナ・グローリィは同校の出身）の運営も行っている。さらには現役引退したプリマ・ウンディーネを指導員の資格で再雇用しシングル・ペアの指導に当たらせ、指導ウンディーネとしてのプリマの負担を軽減し、その分を営業活動に当てるという形態を他の水先案内店に先駆けて採っている。中でも、現役引退後ウンディーネ管理部長に就いたアレサにより発案された「トリアンゴーレ方式」（シングルが漕ぐ舟にプリマ1人、指導員1人が添乗して計3人で営業兼実習を行う）は、繁忙期には営業、実習の両面で大いに威力を発揮している。
社屋は15世紀の中世ヨーロッパに実在した古城をモデルとした、巨大かつ重厚な石造りの建物であり、正面玄関にまで水路が引かれた造りとなっている。ウンディーネには相部屋が割り振られ2人1組で生活しており、食堂や浴場などの設備が充実している。なお、表向きは一般人の立ち入りは禁止されているが、ウンディーネ各々が裏口からこっそり招き入れている。また寮長に話をつけるだけで寮への部外者宿泊が可能（『ARIA』第33話）なため、半ばこの規律は守られていない。
オレンジぷらねっとの名前が原作に初登場した時点（『ARIA』第11話）は別の猫が社長を務めていたが、アリスがまぁを見つける前の月に亡くなった。そのため、現社長はまぁが務めている。
『月刊ウンディーネ』第4巻の『新プリマ応援企画VOL.1』によると、オレンジ・ぷらねっとはA.C.0076 （マンホーム暦（A.D.）2303〜2304年）度上半期プリマ昇格者全27名中、姫屋と並ぶ最多の9名を昇格させている（昇格者数は以下エンプレス、奇想館、MAGA、その他の順になっている）。

## 行事
行事の時期/季節順に記載。
エピファニア［Epifania］
生まれたばかりのキリストに東方の三賢者がお祝いを持って訪れたことを祝う日で、イタリアではエピファニアの1月6日までクリスマスシーズンが続く。現在では子供の為の祝日のような扱いで、前の晩に暖炉に靴下をぶら下げて眠るとベファーナという魔女のおばあさんが現れて、その年いい子だった子には素敵な贈り物を、悪い子だった子には真っ黒な炭を靴下に入れていくと言われている。悪い子に送られる炭は、見た目がそっくりなお菓子としてこの時期店などで売られている。
ベファーナは一説によると、サンタクロース（バッボ・ナターレ）の奥さんとも言われている。
舟流し（ふねながし）
4年に1度、冬に行われるお祭り。アカデミア橋からろうそくを乗せた紙の舟を願い事を込めて流す。無事、ネオ・アドリア海までたどり着くと、願い事がかなうと言われている。
カーニヴァル［Carnevale］
アクアで春が来ることを祝う大規模なお祭りで10日間行われる。バウータ（仮面）と黒いマントを身に付けて街を練り歩くのが正式な祝い方だという。お祭りの主役でもあるカサノヴァはそのお祭りの中で最も人気がある人物で、お祭りが始まってから100年以上同じ人物がそのカサノヴァを演じているという噂がまことしやかに流れている。アリア社長はこのお祭りの時期になると10日間ほど留守にするが、それはこのカサノヴァのお付をするため。
アクア・アルタ［acqua alta］
アクアで起こる高潮現象。南風と潮の干満、気圧の変化が原因で足首から膝くらいまでの床上浸水が起こる。アクア・アルタの間は街の機能がほぼ麻痺するため、街に住む人たちは家でのんびりと過ごし、水先案内店も開店休業状態となる。ゴンドラが乗り上げると大変なため、水路の安全が確保されるまでゴンドラの運航も禁止だが、アリシアが普通に運漕しているところを見るとプリマは運漕してもいいようである。このアクア・アルタが過ぎると本格的な夏が来る。地球のアクア・アルタも南風と潮の干満と気圧の変化で起きるが、時期は10月〜4月の間に不定期に起こる台風のような災害（ただし、風雨が影響ではない）で、灯里曰く「日本で言うところの梅雨のようなもの」とは異なる。浸水してくる水は泥水ではないので後始末は比較的楽そうである（対して現実のヴェネツィアの水路はかなり濁り淀んでいるため、深刻である）。
ボッコロの日（ボッコロのひ）
街の守護聖人、サン・マルコの祝日に実在のヴェネツィアでも行われる市民行事。マンホームでは4月25日、これから計算するとアクアでは8月20日に当たる（しかしアクア・アルタが重なっているため、実際の日付は不明）。ボッコロとは「薔薇の蕾」のことであり、その日は全ての男性が愛する女性に赤い薔薇を一輪贈る事が慣わしになっている。
この行事は実話がモチーフとなっている。ある下級貴族の若者が高級貴族の娘に恋をし、彼女の父親に認めてもらうため自ら戦争へ参加した。しかし、若者は戦の最中に負傷し、純白の薔薇の繁みの中で力尽きてしまう。若者は最後の力を振り絞り手元にある一輪の薔薇を摘み取ると、戦友へと託した。後に貴族の娘の元に、血に染め抜かれた薔薇が届けられる。それは最愛の人の死を告げる物であり、最愛の人からの永遠の愛の証であった。これが今日、最愛の人へ赤い薔薇を贈るボッコロの日の由来となった。
レデントーレ［Redentore］
蒸し暑い夏の夜に涼を求めて光に飾られた屋形船で運河に繰り出し、伝統的な料理の夕食会を催すお祭り。船上で夜通し騒ぎ、明け方にリド島に集合して朝日を眺めて終了する。お祭りのピークである深夜12時には、花火が一斉に打ち上げられる。名前の由来はマンホームのジュデッカ島にあったペストの守護教会、レデントーレ教会であり、もともとマンホームのヴェネツィア貴族の夏の風習だったのが、ペストが治まったことを記念し、お祭りとなった。
舟の火送り（ゴンドラのひおくり）
廃船となるゴンドラをサン・マルコ広場に積み上げて点火し天に還す、夏の総決算とも言うべきお祭り。廃船になるゴンドラの台数に影響されるためか、お祭り好きなネオ・ヴェネツィアでも数年に一度しか行われない。
ヴォガ・ロンガ［Vogare Longa］
「ヴォガ・ロンガ」とは「長く漕ぐ」という意味。ネオ・ヴェネツィアで市民総出で開催されるゴンドラのお祭り。レースとなっている。約32kmを走破しないとならないため、早い人でも4時間、遅い人では丸一日かかるという。勝敗などは関係なく、楽しむためのお祭りでプロアマ問わず数多くの人が参加する。シングルのウンディーネがプリマに昇格するための試験だとも言われているが、アリシアによれば「ただの噂」とのこと。このヴォガ・ロンガが終わると本格的に冬支度が始まるらしい。
カウントダウン
みんなで年越しを祝うイベントでアクアでは、年明けに使い古した物を投げ捨てて「アウグーリオ（Auguri）」「ボナーノ（Buonanno）」（イタリア語の発音にあわせて、アニメでは「アウグーリ」「ボナーノ」）と叫ぶ習慣がある。また、カウントダウンを待つまでの大晦日の間には豆料理を食べる。豆はお金の象徴で、福を呼ぶと言われている。さらに、タンスやテレビ、お皿など様々な物が民家という民家から投げ捨てられる。投げ捨てる物は使い古した物ならなんでもよい。大変危険なため、年越しからしばらくの間は民家に近づかないようにするのが鉄則。現在のヴェネツィアでは窓から投げるのは危険なので禁止されており、投げる時は広場の決まった場所でコップ・瓶限定で投げるようになっている。なお、ネオ・ヴェネツィアでのカウントダウンでは、近所に日本の文化の村があるためか、お汁粉（ぜんざい）を配るお店（和食だが豆料理のため）が見られたりもする。

## 地理・施設
ウィネバー［WINEBAR］
ネオ・ヴェネツィアにあるイタリア料理店。晃・E・フェラーリが同伴指導のご褒美に灯里達にピザを御馳走したお店で、以降『ARIA』第34話でも昼食を取るために訪れるなど、彼女達が外食をする際のお店の1つとなっている。［Ristorante Carpaccio］と書かれているため、本来カルパッチョ専門店のようだが、パスタやピザなどイタリア料理なら一通り扱っているようである。このお店の女性店員と灯里はよくおしゃべりをする間柄なのだが、自己紹介をしていないのでお互い名前を知らない。
このお店はアリシア達水の3大妖精がまだシングルの頃、晃がアテナから「オレンジぷらねっとにいる歌のうまいウンディーネ」の情報を引き出そうとした「恋のカテナチオ大作戦」が遂行されたお店でもある。
営業時間が長いため（特に昼過ぎにやっていることが理由で）、晃がよく昼食に使っている。
火星開拓基地（アクアかいたくきち）
アクアのテラフォーミング時代に、必要な資源を採取するためにアクアの至る所に建てられた。テラフォーミングが終了した現在ではそのほとんどが無人の廃墟となっている。アニメで灯里が手紙を届けるために訪れた基地はアクアの水資源を確保するために地下水脈を採掘していたが、予想以上の水を掘りあげたためか基地は海底へと没していた。その基地跡には多数の開拓者の墓標が残り、当時の過酷さを物語っている。その中には手紙の宛先人の墓もあり、灯里はその内容を伝えるため封を開け、そこに込められた当時の人々の想いに触れ涙した。
『AQUA』第4話でも、アリア社長を追った灯里と藍華が、半ば水没したテラフォーミング時代の入植地跡に迷い込んでいる。
カフェ・フロリアン［Caffe Florian］
サン・マルコ広場にある由緒正しいカフェ。現オーナーはアントニオ・コルレオーネ。ゴンドラ協会の会合はここで行われている。カフェラテはここが発祥の地である。マンホームのヴェネツィアで1720年ごろに創業し、その後ヴェネツィアが海に沈む前に店の内装を全て解体保管し、アクアが出来たころにネオ・ヴェネツィアで創業した。一日に数回、カフェで出すワインが日に当たって味を損ねないよう、建物の影に合わせて席を移動する「影追い」を行う。ヴェネツィアに実在するカッフェ・フローリアンがモデルだが、現在のカッフェ・フローリアンでは影追いは行われていない。
希望の丘（きぼうのおか）
ネオ・ヴェネツィアの外れにある小高い丘。頂上までは陸橋水路と水上エレベーターで結ばれており、ネオ・ヴェネツィアを一望出来る景観が楽しめるため、観光名所の一つとなっている。
水上エレベーターに合わせて幅が狭くなっている一方、ゴンドラやヴァポレットなど多くの船が行き来する難所であり、ここを通るには漕ぎ手の技量が問われる。この水路をプリマ同伴の元、無事トラブル無く頂上まで辿り着くことがペアからシングルになるためのウンディーネの昇格試験であり、この試験はペアのウンディーネには内緒で行われるのが伝統となっている。
なお、「希望の丘」とはウンディーネの間で呼ばれている名であり、正式名称は「風車の丘」である。由来は丘の上に風車が多数あることからきている。
サン・マルコ広場（サン・マルコひろば）
ネオ・ヴェネツィアの中心部にある大きな広場。マンホーム時代、ナポレオンが「世界で一番美しい広場」と賞賛した。巨大な2本の円柱が特徴的である。付近にはカフェ・フロリアンやサン・マルコ寺院、大鐘楼などがあり、また舟の火送りやカウントダウンなど多くのお祭りの舞台にもなっている。実在の広場についての詳細はサン・マルコ広場を参照。
この広場からマルコ・ポーロ国際宇宙港ターミナルビル前にかけて設けられている駐舟所は、灯里達が合同練習を行う際の集合場所、もしくは別の場所で集合する際にゴンドラを停める場所としてよく使用している。
サン・ミケーレ島（サン・ミケーレとう）
マンホームのヴェネツィアに実在し、ネオ・ヴェネツィアにも存在する、墓地で有名な島。実在の島についてはサン・ミケーレ島を参照。
ネオ・ヴェネツィアの舟乗り達の間にはサン・ミケーレ島に関する怪談も伝わっており、その内容とは「黒い喪服の女性にサン・ミケーレ島まで連れて行って欲しいと頼まれるが、その申し出を受けると必ず神隠しに遭ってしまう」というもの。灯里はこの神隠しに遭いかけるが、ケット・シーによって助けられた。
トラゲット［Traghetto］
ゴンドラを使用した渡し舟のこと。シングルが唯一指導ウンディーネ（プリマ）の同乗指導なしで行える正規の営業行為。観光案内のゴンドラと違いゴンドラの前と後の2人の漕ぎ手で客を運ぶ。
現在の地球のヴェネツィアでもヴァポレット、モトスカーフィと並ぶ三大交通手段として市民の生活に定着しており、0.4ユーロ（約60円）と格安で乗ることが出る。ヴァポレットは72時間チケットで13.08ユーロ（約2713円）である。ゴンドラは40分で55〜120ユーロ（約7845〜18828円）程度と他に比べて一際高いが、これはゴンドラが移動手段というよりは観光用の乗り物である為である。
マルコ・ポーロ国際宇宙港（マルコ・ポーロこくさいうちゅうこう）
ネオ・ヴェネツィアの中心地、サン・マルコ広場に隣接する宇宙港。マンホームとアクアを結んでいる宇宙船の発着場所であり、灯里もここからアクアへの第一歩を踏み出した。ターミナルビルは2150年ごろの火星移住プロジェクト開始当時に、火星へ移住した人々を管理する移民総督の宮殿として建てられたもので、ドゥカーレ宮殿がモデル。灯里がアクアへ来る時に利用したり、作中よく空に浮かんでいたりする、船体に「MARS.」と書かれた宇宙船はSSSA（Solar System Speace Airline：太陽系航宙社）のものである。
名前は実在のヴェネツィア・テッセラ空港の通称「マルコ・ポーロ空港（Aeroporto "Marco Polo" di Venezia）」に由来する。

## 各種用語
アクアマリンの瞳（アクアマリンのひとみ）
青い瞳をしている猫のこと。昔からアクアマリンは海の女神として航海のお守りとされている。そのためネオ・ヴェネツィアで水先案内店を営む者は、青い瞳をしている猫を水先案内店の象徴として仕事の安全を祈願して社長としている。この場合、火星猫でなくともよい。
お狐さま（おきつねさま）
ネオ・アドリア海の島の1つに日本の文化村がある。この島にある京都の伏見稲荷大社をモデルとした神社の守り神のことをお狐さまという。狐の嫁入り（お天気雨）で現れ、極希に人も連れていってしまうと言われている。灯里はその狐の嫁入りに遭遇し、連れて行かれるかと恐れておいなりさんをあげたところ、そのまま去ってしまうという経験をしている。
火星猫（かせいねこ：アニメ版での表記は「アクア猫」）
アクアにのみ生息する猫。話すことはできないが、タイプライターを扱える（すなわち言語と文字を理解する）など人間並みの知能を持っている。その体型はぽっちゃり系だったり招き猫のような形だったりと様々だが、スマートな地球猫に比べて全体的に太った体型をしている。また大きさも人間の子供ほどのものもいる。鳴き声は「ぷいにゅ」や「まぁ」など一風変わったものが多い。仔猫の時は性別の判断がつきにくいため、アリスは獣医に言われるまでまぁくんが女の子ということに気づけなかった。
ガチャペン&ムッくん
ともにアクアで知られるキャラクター。ガチャペンは暁曰く「マンホームに伝わる古の幻獣」。ムッくんはパペットアニメとして登場しているアリスが大好きな謎の毬藻状キャラクターで浴衣や巾着、カツラなど様々なキャラクターグッズがある模様。元ネタはガチャピンとムック（ひらけ!ポンキッキ）から。アクア開拓時代には同じ古の幻獣として「ガチャモン」というのが語られている。
舟謳（カンツォーネ）［Canzone］
イタリア語で歌を意味し、ここではゴンドラ観光の際に漕ぎ手が客に披露する歌を指す。ウンディーネにおいては操舵・接客に並ぶ重要なスキル。かつてグランマがプリマ昇格試験を受けた時（2267年頃）は技術力を測る課題曲とレパートリーを確認する自由曲に分かれての審査となっていたが、現在の試験内容については不明。当代ではオレンジぷらねっとのアテナが突出した技量を持ち、彼女のカンツォーネが音楽メディアとして販売される程。
月刊ウンディーネ（げっかんウンディーネ）
アクアのカナーレ書房から発売される月刊雑誌。アクアの雑誌であるが、マンホーム版もある。また名前から分かるようにウンディーネ専門誌だが、インタビューやコラム、占いから漫画まで内容は多岐に渡っている。連載中の「プリマをねらえ!」という漫画はアイのお気に入り。
作中ではアニメと小説で登場。専門誌でありながら、アクアでのアイドル的職業であるウンディーネの特集雑誌のため一般誌である可能性がある。
これをモデルにしたフィギュア付きムック『月刊ウンディーネ』（1〜6巻）がマッグガーデンより発売されている。月刊という名前だが、こちらはあくまで単行本である。こちらの項目を参照のこと。
舟（ゴンドラ）［Gondola］
灯里たちウンディーネや水路で仕事をする職業の人たち（ゴンドリエーゼ）には欠かせないもの。
ウンディーネのゴンドラは2種類あり、黒いゴンドラと白いゴンドラがある。ペアとシングルは黒いゴンドラを使い、プリマになれば白いゴンドラを使うことができる。舳先の装飾は各水先案内店ごとのオリジナルで、白いゴンドラは艇体の前後に施された装飾の色もそれぞれ異なっている（舳先の装飾についてはアニメ独自の模様で、原作では特に区別されていない）。座席などの内装は黒いゴンドラでも個人の好みでわりと自由にアレンジが可能ということになっている。
プリマのみが操舟する白いゴンドラの中には祝賀行事専用のものがあり、装飾などがひときわ豪華絢爛である。
他の職業では黒いゴンドラのみ登場しているが、実際のヴェネツィアのゴンドラもほとんどが黒いゴンドラである。これはヴェネツィア共和国時代に黒い塗装が義務付けられていたことに由来する習慣。
ゴンドラは「スクエーロ」と呼ばれる専門の工房でオール・ハンドメイド、つまり完全に手作りで製造される。1艘あたりの製造期間は約3か月前後、耐用年数は使用状況にもよるが約20年。ウンディーネのゴンドラは客商売である都合上から美観が求められるために、ある程度痛んでくると中古で他の用途（荷物運搬など）に転用される。白いゴンドラも塗装を塗り替えて同様の扱いを受けると考えられる。船体は全長11.5m、全幅1.4m、重量は約400Kg。浅い水深を運行するため、船体の半分しか水に触れない構造になっている。数年に1度のオーバーホールを必要とし、最大6人（漕ぎ手は含まない）まで乗船が可能。
重力石（じゅうりょくせき）
アクアの重力をマンホームと同じに保つため、アクアへの入植当初に開発された石。小さくても、非常に大きな質量を持っている。見かけは飴玉のような丸くてカラフルな石。これを大量にアクアの中心部へと送ることでアクアの重力を1Gに保っている。この石が地中に張り巡らされたパイプを流れる時に不思議な音がする。
にゃんにゃんぷう
アリアも大好きなヒーロー番組。毎週金曜日、午後5時30分、「よいこの連続劇場」にて放送されている。アニメ版には絵本も登場した。必殺技は「肉球キック」。アニメ第1期第8話にてアリアがこのヒーローに扮しており、ヒメを一目惚れさせるも正体がばれ、彼女にそっぽを向かれてしまう。
アリアはこの番組の主題歌に合わせて踊っているが、「ARIA The ANIMATION　パーフェクトガイドブック」付属のドラマCDにて「にゃんにゃんぷう体操」という名前が付き、ネットラジオ第2期にも「にゃんにゃんぷう音頭」が登場している。この単語は作者の前作『クレセントノイズ』にも登場する（登場時は絵本でタイトルは怪盗にゃんにゃんぷうという名前であった）。
ネオ・ヴェネツィアンガラス
マンホームのヴェネツィア、主にムラーノ島の名産であるヴェネツィアンガラスの技術をアクアに移植した物で、ネオ・ヴェネツィアの名産。だがヴェネツィア水没の際にガラス職人たちが世界中に散ってしまい、文献資料や技術を受け継いだ職人をゼロから集め直すことになった。そのためそこで伝統が途切れたという意見が多く、一部の人々が所詮真似事と評することに心を痛める職人達も少なくない。
猫の集会（ねこのしゅうかい）
猫の王様が国中の猫を集めて行っているという集会。猫の王様はケット・シー。アリアとヒメはこの集会に参加していた。集会を行っている場所はアクアがまだ火星と呼ばれていた頃の入植地跡となっている廃墟。このような猫の集会を始めとする猫の世界はネオ・ヴェネツィアの至る所に存在している。また、猫の世界は蜃気楼の中にも存在し、灯里がその中で出会ったバーテンダー（なお、彼は猫と同じ目を持っていた）はその場所を「人が追い付いてはいけない領域」と称している。
水の3大妖精（みずのさんだいようせい）
数多いるウンディーネの中で基本的にプリマが1番技量が高いとされているが、さらにこのプリマの中でもARIAカンパニーのアリシア、姫屋の晃、オレンジぷらねっとのアテナの3人はずば抜けた力量と実績を持っており、この3人にアクアの人々は敬意を表して「水の3大妖精」と呼び讃えている。なお、この呼び名はあくまでウンディーネの歴史の中でも特に高い能力と実績を持つこの3人のために作られた特別なものであり、常に業界のトップ3がこう呼ばれているわけでは無い。
水の妖精（みずのようせい）
小説版でのキーとなるオペラ。マンホームのヴェネツィアが水没する寸前に書かれ公演前日に劇場が水没してしまったため、資料も散り散りになるなど、まさしく「幻の作品」となってしまった。
アッシュ・ベリルや灯里達の必死の努力により、ほぼ全資料が見つかり、アクアにてヴァローレ劇場復活公演として再現されることとなった。
しかしオリジナル版とは結末が異なり、オリジナル版では少女が海に身を投げた所で終わるのだが、復刻版では海に身を投げた少女は時を経てウンディーネとして生まれ変わっている。アッシュによると、このウンディーネのモデルは灯里ということである。
「月刊ウンディーネ」にもこのオペラの広告が掲載されており、「主催／ベリルカンパニー　協賛／ゴンドラ協会」と紹介されている。また、ベリルツーリストと提携してオペラ観劇とネオ・ヴェネツィア観光をセットにしたパックツアーも併せて宣伝されている。
夜光鈴（やこうりん）
アクアの特産品の風鈴。風鈴の玉が夜光石というアクアの海底だけで取れる鉱石で作られている。石の中のルシフェリンという成分がルシフェラーゼという酵素作用で酸素と結びつき、分解する時に効率よく光る。夜光石の放つ光は「冷光」と言われ、温度がとても低く、光の減少と共に石も小さくなって大体1か月で消えてしまう。極まれに結晶が残ることがある。サン・マルコ広場で3日間、夜光鈴の市場が行われ、かわいい物などは早い者勝ちである。寿命の日の夜にはみんなで海に繰り出して、最後のお別れをして落ちていく石を海へ還すのが風習となっている。アニメ第2期第12-B話では、石が海に還る瞬間にお別れの言葉として「Tanto grazie（タント・グラーチェ、「たくさんありがとう」の意味）」と呼びかけることになっている。
雪虫（ゆきむし）
ネオ・ヴェネツィアで冬になると現れる虫。正式名称はトドノネオオワタムシ。丸くて雪のように真っ白いことから雪虫と呼ばれている。マンホームの雪虫よりも数倍大きく、人懐っこい。春はヤチダモの葉裏にいて、夏にはトドマツの根に移っているため、見かけるのは冬の間だけである。また気温や日の長さを感知できるらしく、冬を越すために旅立ってしまう。彼らが去ると初雪が降ると言われている。とても長生きをするため、次の冬には再び会うことができる。灯里は自分の雪虫にリボンをつけていた。